# Gloria Estefan
Pour les articles homonymes, voir Estefan.
Gloria Estefan (née Gloria María Milagrosa Fajardo García, le 1er septembre 1957 à La Havane), est une chanteuse, auteure-compositrice-interprète, actrice et entrepreneuse cubano-américaine de musique latine et dance-pop,. 
Détentrice de 8 Grammy Awards, elle également a reçu la Médaille présidentielle de la liberté, l'une des deux hautes décorations civiles des États-Unis, et a été nommée l'une des 100 plus grandes artistes de tous les temps par VH1 et Billboard. 
De nombreuses chansons d'Estefan, notamment Rhythm is Gonna Get You, 1-2-3, Don't Wanna Lose You, Get on Your Feet, Here We Are, Coming Out of the Dark, Bad Boy, Oye!, Party Time et une nouvelle reprise de Turn the Beat Around, sont devenues des succès internationaux. 
Elle s'est classée 38 fois numéro 1 des charts américains et ses ventes de disques dépassent les 100 millions d'exemplaires dans le monde, ce qui fait d'elle l'une des chanteuses les plus vendues de tous les temps.

## Biographie

### Jeunesse et famille
Gloria Estefan (née Gloria María Milagrosa Fajardo García) est née à La Havane (Cuba) le 1er septembre 1957 de parents José Fajardo (1933-1980) et Gloria García (1930-2017),. Les grands-parents maternels d'Estefan étaient immigrés espagnols. Son grand-père maternel, Leonardo García, a émigré à Cuba de Pola de Siero, dans les Asturies, en Espagne, où il a épousé la grand-mère de Gloria, Consuelo Pérez, originaire de Logroño, Espagne. Le père de Consuelo, Pantaleón Pérez, a été le chef cuisinier de deux présidents cubains,,.
Son père était l'un des gardes du corps de la femme du dictateur cubain Fulgencio Batista.

### Miami Sound Machine et Gloria Estefan
Elle est la chanteuse du groupe Miami Sound Machine avec son mari Emilio Estefan, dont elle compose une grande partie des hits. Elle fait partie des divas aux côtés de Cher, Mariah Carey, Aretha Franklin, Shania Twain, Céline Dion ou Whitney Houston. Elle est l'une des rares divas qui compose elle-même la plupart de ses chansons. Durant sa carrière solo elle réalise des duos avec Jon Secada, Céline Dion, Tony Bennett, NSYNC, Don Omar.
En 1985, sort Primitive Love, dont est extraite la chanson Conga. L'album s'est vendu à 5 millions d'exemplaires. Grâce à cet album, Gloria remporte deux prix American Music. En 1986, Gloria a enregistré la chanson Suave pour le film Corba, et Hot Summer Nights pour Top Gun. Cette année-là, Miami Sound Machine reçoit trois prix Billboard, dans les catégories Top New Pop Artist, Top Adult Contemporary pour Words Get in the Way et Top Pop Singles Artist.
En 1987, ils sortent Let It Loose classé 101e parmi les meilleurs albums jamais réalisés par une artiste féminine. Le premier single est Betcha Say That, qui atteint la 36e place au Billboard Hot 100. Le single Can't Stay Away from You, atteint la troisième position sur le Billboard Hot 100.

### Débuts de carrière solo (1990–1993)

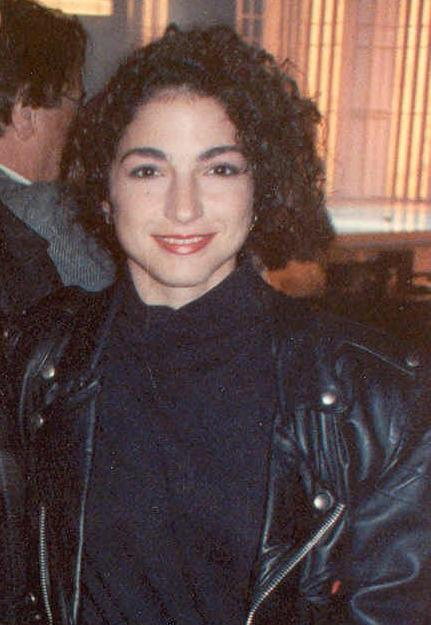
Gloria Estefan aux Grammy Awards de 1990

En mars 1990, Estefan subit une fracture des vertèbres cervicales qui met sa vie en danger lorsque son bus de tournée est impliqué dans un grave accident près de Scranton, en Pennsylvanie. Elle subit une intervention chirurgicale d'urgence pour stabiliser sa colonne cervicale et une rééducation post-chirurgicale qui dure près d'un an, mais elle se rétablit complètement.
Après une lente convalescence, Gloria reprend sa carrière solo en publiant son deuxième album intitulé Into the Light. Le single Coming Out of the Dark se classe à la première place du Billboard Hot 100, ce qui lui vaut d'être numéro un pour la troisième fois aux États-Unis. Les singles Can't Forget You et Live for Loving You suivent. En 1991, elle entame une tournée, baptisée Into the Light World Tour, pour promouvoir l'album, visitant des pays tels que : États-Unis, Royaume-Uni, Japon, Pays-Bas, Espagne, Allemagne, Australie, Thaïlande, Malaisie, Philippines et pays d'Amérique latine. L'album s'est vendu à plus de 15 millions d'exemplaires.
En 1992, Gloria sort une compilation de ses succès des années 1980. Le premier single est Megamix. En plus des 10 succès inclus dans l'édition globale, elle compte quatre nouvelles chansons : Christmas Through Your Ryes, I See Your Smile, Go Away et Always Tomorrow. L'album se vend à 4 millions d'exemplaires aux États-Unis et à plus de 10 millions d'exemplaires dans le monde entier.
Le 22 juin 1993, le premier album en espagnol de Gloria Estefan, Mi tierra, qui réunit les styles musicaux latinos et cubains des années 1950, sort et devient l'album en espagnol le plus vendu de l'histoire, avec plus de 13 millions d'exemplaires vendus dans le monde. En Espagne, il atteint son premier numéro 1. L'album se vend à plus de 1 000 000 d'exemplaires, ce qui en fait l'une des meilleures ventes de l'histoire de l'Espagne. Christmas through Your Eyes, produit par Phil Ramone, son seul album de Noël, date de 1993.

### Hold Me, Thrill Me, Kiss Meet autres (1994–1999)
En 1994, elle recommence à chanter en anglais avec l'album Hold Me, Thrill Me, Kiss Me. L'album est composé des chansons préférées de Gloria Estefan des années 1970. Turn the Beat Around et Everlasting Love occupent la première place du classement Billboard Hot Dance Music et les 10e et 27e places respectivement du Billboard Hot 100 aux États-Unis. La chanson Turn the Beat Around est incluse dans la bande originale du film L'Expert, avec Sylvester Stallone et Sharon Stone. En outre, Emilio Estefan, son époux, est producteur de musique pour le film. L'album contient également les singles Cherchez la femme et It's Too Late. L'album s'est vendu à 2 millions d'exemplaires aux États-Unis, au Royaume-Uni, l'album s'est vendu à plus de 600 000 exemplaires et est certifié double platine.
En 1998, Gloria Estefan sort l'un des albums les plus remarquables de sa carrière : Gloria! Les chansons Cuba Libre, Oye! et Don't Stop sont nommées pour les Grammys de la « meilleure chanson », de la « meilleure vidéo » et de la « meilleure performance ». Heaven's What I Feel atteint la 10e place du classement Billboard Adult Contemporary, et la 27e place du Billboard Hot 100. Oye! atteint la première place du classement Billboard Hot Dance Singles. Gloria remporte un American Music Award pour cet album. L'album est certifié disque d'or aux États-Unis pour plus de 500 000 exemplaires vendus. Au Canada, l'album s'est vendu à plus de 100 000 exemplaires et est certifié disque de platine.
La même année, elle apparaît aux côtés de Céline Dion, Mariah Carey, Aretha Franklin et Shania Twain, lors du concert caritatif Divas Live 1998. La soirée, qui est un événement d'envergure, bénéficie d'un pressage vidéographique et discographique.
En 1999, elle collabore au concert caritatif Pavarotti and Friends 1999 de Luciano Pavarotti, venant en aide au Guatemala et au Kosovo.

### Autres albums, pause et retour (2000–2009)

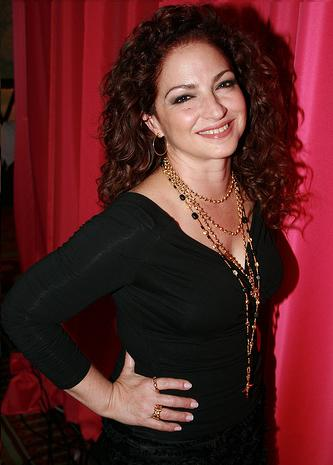
Gloria Estefan en 2009.

En 2000, Gloria Estefan sort son neuvième album studio en tant qu'artiste solo, intitulé Alma caribeña, dont la chanson No me dejes de querer remporte le Latin Grammy de la meilleure vidéo musicale. En outre, la chanson a atteint la 77e place du Billboard Hot 100. Avec la chanson Cómo me duele perderte, Gloria Estefan obtient un succès radiophonique. Elle a également remporté un American Music Awards, Award of Merit, et un Anglo-Saxon Grammy. Sur cet album, Gloria Estefan interprète des duos avec des chanteurs tels que Celia Cruz et José Feliciano. L'album s'est vendu à 6 500 000 exemplaires dans le monde, dont 500 000 aux États-Unis, et est certifié disque d'or par la RIAA.
Le 10 septembre 2001, il est l'un des artistes invités au concert célébrant le 30e anniversaire de la carrière musicale du chanteur américain Michael Jackson, où il interprète la chanson I Just Cant Stop Loving You, en duo avec James Ingram. En décembre 2002, une compilation intitulée Greatest Hits Vol. 2 sort, qui comprend ses succès en anglais de 1993 à 1999. Il contient trois chansons inédites : You Can't Walk Away from Love, Out of Nowhere et I Got No Love (la seule chanson RnB de Gloria Estefan) et Y-tu-conga, un remix de Conga mêlé à d'autres succès.
En 2003 sort Unwrapped, qui devait être le dernier album de la chanteuse, car ayant annoncé son retrait de la scène. L'album débute à la 39e place du Billboard 200. Les singles composés par l'auteur-compositeur péruvien Gian Marco, Hoy et Tu fotografía, atteignent la première place du Billboard Hot Latin Tracks. La version anglaise de Hoy, Wrapped, atteint la 37e place du ''Billboard Adult Contemporary chart, la chanson est également nommée pour un Grammy dans la catégorie « meilleure vidéo » pour celle de Wrapped qui a été réalisée au Machu Picchu et à Chincheros, à Cuzco (Pérou). Le single Tu fotografía atteint la première place du Billboard Hot Latin Tracks et sa version anglaise, Your Picture, la vingtième place du Billboard Hot 100. Gloria Estefan effectue sa dernière tournée d'adieu intitulée Live & Re-wrapped Tour aux États-Unis, qui s'est achevée à Miami en 2004. L'album est certifié disque d'or en Espagne, avec plus de 50 000 exemplaires vendus. En Suisse, l'album est certifié disque de platine avec plus de 40 000 exemplaires vendus.
90 millas', album sorti le 18 septembre 2007, est enregistré entièrement en espagnol. Produit par Emilio Estefan et Gaitan Bros (Gaitanes), et composé par Emilio Estefan, Gloria Estefan, Ricardo Gaitán]et Alberto Gaitán. Le titre fait allusion à la distance entre Miami et Cuba. Le premier single No llores est publié. La chanson se classe aux États-Unis dans les catégories latinos du Billboard. L'album atteint la première place aux Pays-Bas. Aux États-Unis, il atteint la 25e place du classement Billboard 200, avec 25 000 exemplaires vendus au cours de la première semaine. En Espagne, il débute à la troisième place et reçoit un disque d'or pour ses ventes élevées.

### Miss Little HavanaetThe Standards(2011–2019)
En 2011 sort l'album Miss Little Havana, réalisé en collaboration avec Pharrell Williams, qui le décrit comme un album très « dance ». En juin 2011 sortait son premier single : Wepa, numéro 1 au classement Hot Dance/Club Play Songs de Billboard. Le deuxième single est intitulé National Hotel, qui atteint la première place de trois classements du Billboard. En 2012, elle fait une apparition dans la série à succès Glee.
Sony Masterworks publie The Standards, la nouvelle production de Gloria Estefan, le 10 septembre 2013. Commémorant les grands airs de l'American Songbook, The Standards cherche à toucher les fans d'Estefan dans le monde entier à travers des classiques de renommée internationale chantés en anglais, espagnol, italien, portugais et français, avec quelques paroles remaniées écrites par Estefan elle-même. La liste des chansons correspond à des textes publiés « entre les années 1920 et 1950, à une époque où les doubles sens étaient utilisés car il n'était pas très courant de parler ouvertement d'amour et de sensualité. » Elle explique en ses termes : « cet album est un point de départ pour moi ! Les chansons ont été choisies en fonction de mon cœur et de ce que je ressens. J'ai voulu faire un album sans note étrange, avec un standard de musique pour qu'il suffise à exprimer l'émotion de la chanson Miss Little Havana. »
En 2015, avec son mari, elle est décorée de la Médaille présidentielle de la Liberté par le président Barack Obama,.
En 2016, elle fait une apparition, avec son époux, dans la série Jane the Virgin. Tous deux jouent leurs propres rôles (saison 3, épisode 3). La même année, elle reçoit la Médaille d'or du mérite des beaux-arts (Espagne).

### Brazil305(depuis 2020)
Le 13 août 2020, Estefan sort à nouveau un album studio, cette fois intitulé Brazil305, sous le label Sony Masterworks et produit par son époux Emilio Estefan. L'album se compose de dix-huit singles, dont quatorze sont de nouvelles reprises de ses classiques. L'album est très bien accueilli. L'artiste remporte le Latin Grammy Award 2021 du meilleur album tropical contemporain.

## Discographie

### Albums studio
- 1989 : Cuts Both Ways (États-Unis : triple disque de platine)
- 1990 : Éxitos de Gloria Estefan (1990)
- 1991 : Into the Light (États-Unis : double disque de platine)
- 1992 : Greatest Hits (1992) (États-Unis : quadruple disque de platine)
- 1993 : Mi Tierra (1993) (États-Unis : huit fois disque de platine)
- 1993 : Christmas Through Your Eyes (États-Unis :disque de platine)
- 1994 : Hold Me, Thrill Me, Kiss Me (États-Unis : double disque de platine)
- 1995 : Abriendo Puertas (États-Unis : disque de platine)
- 1996 : Destiny (États-Unis : disque de platine)
- 1998 : Gloria! (États-Unis : double disque d'or) (inclut le duo Don't Release Me avec Wyclef Jean)
- 2000 : Alma Caribeña (États-Unis : double disque de platine), inclut le duo Tres Gotas de agua bendita avec Celia Cruz ; présence également de José Feliciano (guitare), de Yomo Toro (cuatro), de Papo Lucca (piano) et d'Edwin Bonilla (percussions) entre autres)
- 2001 : Greatest Hits, Vol. II
- 2003 : Unwrapped
- 2004 : Amor y Suerte: Exitos Romanticos
- 2006 : The Very Best of Gloria Estefan
- 2007 : The Essential
- 2007 : 90 Millas (avec Andy García, Carlos Santana, José Feliciano, Cachao, La India, Cándido Camero, Sheila E., Johnny Pacheco, Papo Lucca, Sal Cuevas, Giovanni Hidalgo, Arturo Sandoval, Paquito d'Rivera, Nelson Gonzalez, Alfredo « Chocolate » Armenteros, Generoso Jimenez, Luis Enrique, et Orestes Vilató)
- 2011 : Miss Little Havana
- 2013 : The Standards
- 2020 : Brazil 305
- 2025 : Raíces

### Singles
- 1984 : Dr. Beat (de Eyes of Innocence) (no 6 Royaume-Uni, no 23 France)
- 1985 : Conga (extrait de Primitive Love) (no 10 États-Unis)
- 1986 : Bad Boy (extrait de Primitive Love) (no 8 États-Unis, no 16 Royaume-Uni)
- 1986 : Words Get In The Way (extrait de Primitive Love) (no 5 États-Unis)
- 1986 : Falling in Love (Uh-Oh) (extrait de Primitive Love) (no 25 États-Unis)
- 1987 : Rhythm is Gonna Get You (extrait de Let It Loose) (no 5 États-Unis, no 16 Royaume-Uni)
- 1987 : Betcha Say that (extrait de Let It Loose) (no 36 États-Unis)
- 1987 : Can't Stay Away from You (extrait de Let It Loose) (no 6 États-Unis, no 7 Royaume-Uni)
- 1988 : Anything for You (extrait de Let It Loose) (no 1 États-Unis - deux semaines, no 10 Royaume-Uni)
- 1988 : 1-2-3 (extrait de Let It Loose) no 3 États-Unis, no 9 Royaume-Uni)
- 1989 : Don't Wanna Lose You (de Cuts Both Ways) (no 1 États-Unis - 1 semaine, no 6 Royaume-Uni)
- 1990 : Get On Your Feet (de Cuts Both Ways)  (États-Unis, no 23 Royaume-Uni)
- 1990 : Oye Mi Canto (Hear My Voice) (de Cuts Both Ways)  (no 48 États-Unis, no 16 Royaume-Uni)
- 1990 : Cuts Both Ways (de Cuts Both Ways)  (no 44 États-Unis, no 49 Royaume-Uni)
- 1991 : Here We Are (de Cuts Both Ways)  (no 6 États-Unis, no 23 Royaume-Uni)
- 1991 : Coming Out of the Dark (de Into the Light) (no 1 États-Unis - deux semaines, no 25 Royaume-Uni)
- 1991 : Seal Our Fate (de Into the Light) (no 53 États-Unis, no 24 Royaume-Uni)
- 1991 : Can't Forget You (de Into the Light) (no 43 États-Unis)
- 1991 : Live For Loving You (de Into the Light) (no 22 États-Unis, no 33 Royaume-Uni)
- 1992 : Always Tomorrow (de Greatest Hits) (no 81 États-Unis, no 24 Royaume-Uni)
- 1993 : I See Your Smile (de Greatest Hits) (no 48 États-Unis, no 48 Royaume-Uni)
- 1993 : Go Away (de Greatest Hits) (no 13 Royaume-Uni)
- 1994 : Turn The Beat Around (de Hold Me, Thrill Me, Kiss Me) (no 13 États-Unis, no 21 Royaume-Uni) (reprise d'un titre disco de Vicki Sue Robinson)
- 1995 : Everlasting Love (de Hold Me, Thrill Me, Kiss Me) (no 22 États-Unis, no 19 Royaume-Uni)
- 1995 : Hold Me, Thrill Me, Kiss Me (de Hold Me, Thrill Me, Kiss Me) (no 11 Royaume-Uni)
- 1996 : Reach (de Destiny) (no 42 États-Unis, no 15 Royaume-Uni)
- 1996 : You'll Be Mine (Party Time) (de Destiny) (no 70 États-Unis, no 18 Royaume-Uni)
- 1996 : I'm Not Giving You Up (de Destiny) (no 40 États-Unis, no 28 Royaume-Uni)
- 1998 : Oye (de Gloria!)
- 1998 : Heaven's What I Feel (de Gloria!) (no 27 États-Unis, no 17 Royaume-Uni)
- 1998 : Don't Let this Moment End (de Gloria!) (no 76 États-Unis, no 28 Royaume-Uni)
- 1999 : Music of My Heart (de Gloria!) (NSync w/Gloria Estefan) (no 2 aux États-Unis, no 34 au Royaume-Uni)
- 2000 : No Me Dejes De Querer (de Gloria!) (salsa) (de Alma Caribena) (no 77 aux États-Unis)
- 2005 : Dr. Pressure (remix Mylo vs. Miami Sound Machine - 2005) (extrait de Destroy Rock and Roll (Mylo)) (no 3 Royaume-Uni)
- 2008 : No Llores (de Gloria!) (extrait de 90 Millas)
- 2011 : Wepa (de Gloria!) (extrait de Miss Little Havana)
- 2011 : Miss Little Havana (de Gloria!) (extrait de Miss Little Havana)
- 2012 : Hotel Nacional (de Gloria!) (extrait de Miss Little Havana)
- 2025 : Raices

### Avec Miami Sound Machine
- 1977 : Renacer
- 1978 : Miami Sound Machine
- 1979 : Imported
- 1980 : MSM
- 1981 : Otra Vez
- 1982 : Rio
- 1984 : A Toda Máquina
- 1984 : Eyes of Innocence (États-Unis : disque d'or)
- 1985 : Primitive Love (1985) (États-Unis : triple disque de platine)
- 1987 : Let It Loose (1987) (États-Unis : quadruple disque de platine)
- 1988 : Anything For You (Let It Loose, distribué au Royaume-Uni)

### Participations
- Santo Santo (avec Só Pra Contrariar (en))
- Pavarotti and Friends for Guatemala and Kosovo (avec Luciano Pavarotti)
- Por Amor (avec Jon Secada)
- En el jardin  (avec Alejandro Fernandez)
- Tres gotas de agua bendita (avec Celia Cruz)
- Tengo que decirte algo (avec José Feliciano)
- Divas Live 1998 : Céline Dion, Gloria Estefan, Aretha Franklin, Shania Twain, Mariah Carey
- Every Little Thing She Does Is Magic (avec Joe Jonas)
- Bemba Colorá (reprise de Celia Cruz) ft. Gloria Estefan & Mimy Succar (mère de Tony Succar) (avec Sheila E.)

## Filmographie

### Cinéma
- 1999 : La Musique de mon cœur (Music of the Heart) de Wes Craven : Isabel Vasquez
- 2022 : Father of the Bride de Gary Alazraki : Ingrid Herrera

### Télévision
- 2012 et 2015 : Glee (saisons 3 et 6) : Maribel Lopez, mère de Santana Lopez
- 2016 : Jane the virgin (saison 3) : elle-même[34]
- 2019 : Au fil des jours (1 épisode, saison 3) : Mirtha[35]